# دراغان مارجانك
دراغان مارجانك (بالسيريلية الصربية: Драган Марјанац) مواليد 26 فبراير 1985 في فرباس، جمهورية يوغوسلافيا الاشتراكية الاتحادية، هو لاعب كرة يد صربي يلعب كحارس مرمى. مثل منتخب صربيا لكرة اليد. شارك في دورة الألعاب الأولمبية الصيفية سنة 2012. حقق المركز الأول في ألعاب البحر الأبيض المتوسط 2009.

## سجل المنافسة
شارك في البطولات التالية:
- بطولة أوروبا لكرة اليد للرجال 2012
- بطولة أوروبا لكرة اليد للرجال 2016
- الألعاب الأولمبية الصيفية 2012

## الميداليات
| الميدالية | المسابقة                           |
| --------- | ---------------------------------- |
| فضية      | بطولة أوروبا لكرة اليد للرجال 2012 |
| ذهبية     | ألعاب البحر الأبيض المتوسط 2009    |

## روابط خارجية
- دراغان مارجانك على موقع الاتحاد الأوروبي لكرة اليد (الإنجليزية)
- دراغان مارجانك على موقع اللجنة الأولمبية الدولية (الإنجليزية)
- دراغان مارجانك على موقع أوليمبيديا (الإنجليزية)
- دراغان مارجانك على موقع اللجنة الأولمبية الصربية (الصربية)